# Ritratto di... Raffaella Carrà
Ritratto di... Raffaella Carrà è la terza raccolta italiana di Raffaella Carrà, pubblicata nel 1977 e distribuita dalle Messaggerie Musicali di Milano.

## Il disco
Si tratta di una compilation a prezzo economico, pubblicata dalla Record Bazaar, etichetta discografica appartenente alla CGD ed attiva in Italia dal 1976, per la collana Ritratti di....

Le canzoni di queste raccolte erano sempre brani di artisti presenti nei cataloghi CGD e CBS Italiana, inoltre le copertine presentavano un logo specifico per identificarne la serie a seconda del genere musicale: pop, folk, jazz o classica.
L'album, mai promosso dall'artista, distribuito in un'unica edizione dalla Record Bazaar con lo stesso numero di catalogo (RB 108) per tutti i formati, non è mai stato pubblicato in formato digitale e sulle piattaforme streaming.
Anche l'edizione per la Turchia dell'etichetta "Z" ha mantenuto le stesse tracce e il medesimo artwork.
Nessun inedito è presente, ma la raccolta contiene brani tratti dal repertorio RCA Italiana, etichetta con la quale Raffaella aveva inciso i primi tre album, prima di passare alla CGD.
La particolarità di questa compilation è che sono stati aggiunti degli applausi e rumori di folla. Questo dettaglio rende la raccolta unica in tutta la discografia della cantante, in quanto molto simile a un album dal vivo.

## Tracce
Lato A
1. Male – 3:48 (testo: Gianni Boncompagni, Andrea Lo Vecchio – musica: Shel Shapiro; edizioni musicali Alfiere)
2. Tuca tuca – 2:38 (testo: Gianni Boncompagni – musica: Franco Pisano; edizioni musicali BMG Ricordi)
3. Tornerai – 4:18 (testo: Nino Rastelli – musica: Dino Olivieri; edizioni musicali Leonardi)
4. Chissà se va – 2:50 (testo: Castellano e Pipolo[2] – musica: Franco Pisano; edizioni musicali Suvini Zerboni)
5. 03 03 456 – 3:20 (Gianni Boncompagni; edizioni musicali Sugar Music)
6. Ma che musica maestro – 3:14 (testo: Sergio Paolini, Stelio Silvestri – musica: Franco Pisano; edizioni musicali BMG Ariola)

Lato B
1. Forte forte forte – 3:43 (testo: Cristiano Malgioglio – musica: Franco Bracardi; edizioni musicali Sugar Music)
2. Felicità tà tà – 3:07 (testo: Gianni Boncompagni, Dino Verde – musica: Gianni Boncompagni, Paolo Ormi; edizioni musicali Sugar Music)
3. Bobo step – 3:28 (testo: Gianni Boncompagni – musica: Dennis Morgan; edizioni musicali Sugar Music)
4. A far l'amore comincia tu – 2:40 (testo: Daniele Pace – musica: Franco Bracardi; edizioni musicali Sugar Music)
5. Rumore – 3:31 (testo: Andrea Lo Vecchio – musica: Guido Maria Ferilli; edizioni musicali Alfiere)
6. Tea for Two – 2:16 (testo: Irving Caesar, Otto Harbach – musica: Vincent Youmans)

## Musicisti

### Artista
- Raffaella Carrà - voce

### Arrangiamenti e direzione orchestrale
- Shel Shapiro - Male, Rumore
- Franco Pisano - Chissà se va, Ma che musica maestro
- Danilo Vaona - Forte forte forte, Bobo step, A far l'amore comincia tu
- Paolo Ormi - altri brani